# 国立病院機構九州がんセンター

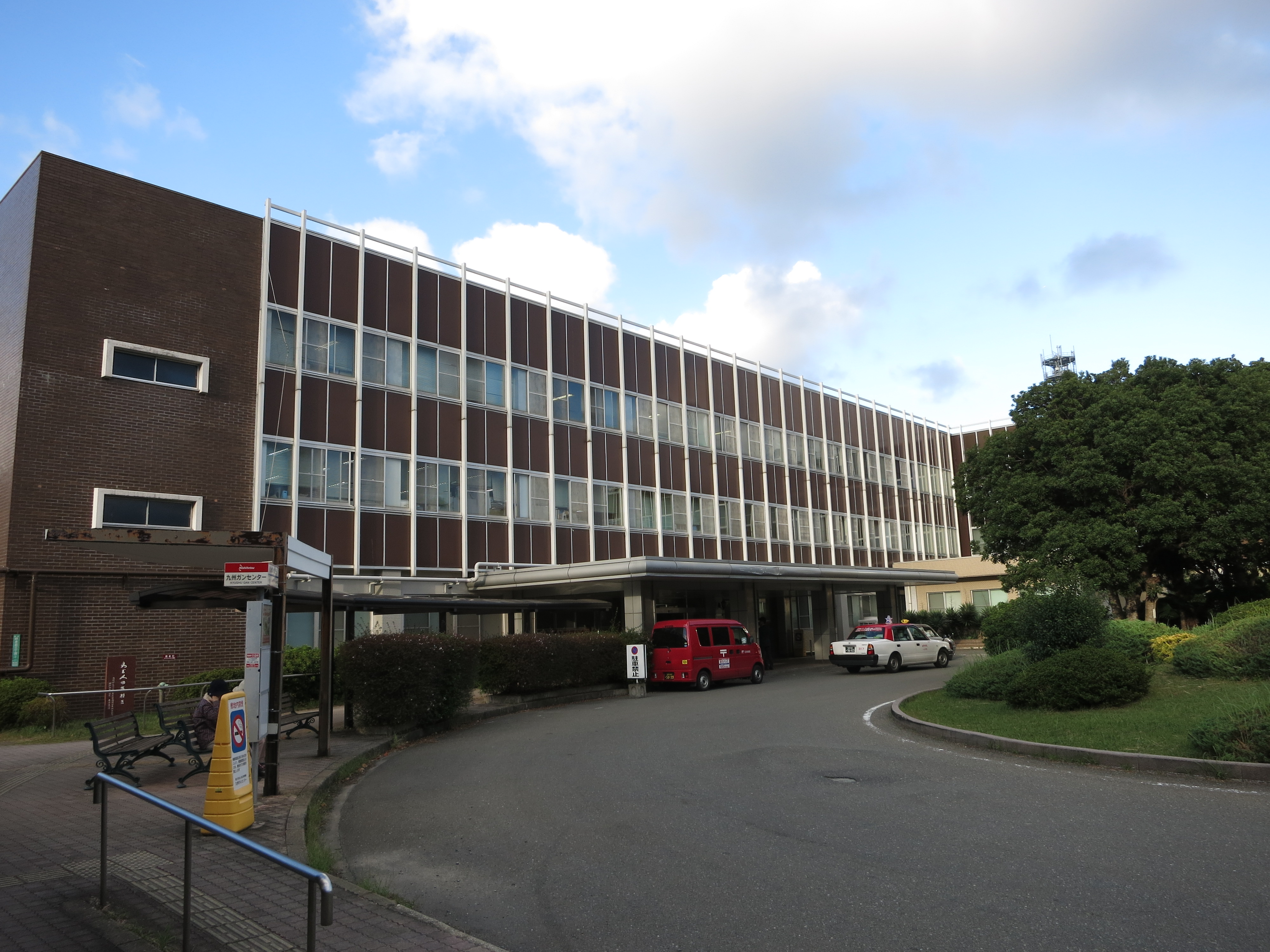
旧病院（2013年10月）

独立行政法人国立病院機構九州がんセンター（どくりつぎょうせいほうじんこくりつびょういんきこう きゅうしゅうがんセンター）は、福岡県福岡市南区野多目にある医療機関。独立行政法人国立病院機構が運営する病院である。がん専門病院であり、がん政策医療ネットワークの基幹医療施設である。福岡県の都道府県がん診療連携拠点病院に指定されている。

## 沿革
- 1944年（昭和19年）4月 - 臨時福岡第二陸軍病院として設置。
- 1945年（昭和20年）12月1日 - 陸軍省から厚生省に移管、国立筑紫病院として発足。
- 1963年（昭和38年）2月 - 国立福岡南病院と改称。
- 1972年（昭和47年）3月 - 国立病院九州がんセンター設立。
- 2004年（平成16年）4月1日 - 独立行政法人国立病院機構九州がんセンターと改称。
- 2016年（平成28年）3月1日 - 新病院の竣工に伴い、この日より新病院での診療を開始。[1]

## 診療科目

### 外科系
- 消化管外科
- 肝胆膵外科
- 呼吸器腫瘍科
- 婦人科
- 頭頸科
- 乳腺科
- 泌尿器科
- 整形外科
- 皮膚腫瘍科
- 形成外科
- 歯科口腔外科

### 内科系
- 血液内科
- 小児科
- 消化器・肝胆膵内科
- 消化管・腫瘍内科
- 消化管・内視鏡科
- サイコオンコロジー科
- 循環器科
- 緩和治療科
- 細胞治療科
- 老年腫瘍科

## 交通アクセス
- 西鉄天神大牟田線大橋駅・JR鹿児島本線博多駅・福岡市地下鉄空港線天神駅より西鉄バスで九州がんセンターバス停下車（入口前にバス停が設置されている）。 または那珂川方面行で向新町下車、バス停から徒歩約10分。
- JR鹿児島本線　「南福岡駅」下車。タクシーに乗換て約20分。
- 福岡高速道路5号線野多目出入口から約3分。